# Ashley Lilley
Ashley-Anne Lilley (Rothesay, 29 gennaio 1986) è un'attrice e cantante britannica.
Ha preso parte in alcuni film a partire dal 2008 e tra questi vi è Mamma Mia!, tratto dal musical, con Meryl Streep.

## Filmografia
- M.I.High - Scuola di spie - serie TV, 1 episodio (2008)
- Mamma Mia!, regia di Phyllida Lloyd (2008)
- Letters to Juliet, regia di Gary Winick (2010)
- Lip Service - serie TV, 1 episodio (2010)